# Акантосома європейська
Акантосома європейська (Acanthosoma haemorrhoidale) — вид клопів з родини акантосомових (Acanthosomatidae).

## Поширення
Поширений в помірній зоні Європи від Великої Британії та Португалії до Уральських гір. Трапляється поодиноко в листяних лісах, на узліссях або у вторинних лісах.

## Опис
Клоп завдовжки до 17 мм. Голова з жовтувато-чорними смугами. Надкрила та краї спинного щитка криваво-червоні. Інша частина тіла зелена з дрібними темнішими плямами. Лапки зелені, складаються з двох члеників. Вусики п'ятичленикові.

## Спосіб життя
Імаго живляться соком плодів глоду (Crataegus), німфи живляться листям глоду. Імаго, що перезимували, можуть живитися листям різних дерев. У разі небезпеки, клопи виділяють неприємний запах. В анабіоз впадають на стадії імаго. Навесні невдовзі після анабіозу починають спаровуватися. Німфи трапляється з травня до жовтня.